# میمیکا پاولوویچ
میمیکا پاولوویچ (انگلیسی: Mimica Pavlović؛ زادهٔ ۱ مارس ۱۹۸۴) بازیکن فوتبال اهل صربستان است.
وی همچنین در تیم ملی فوتبال Serbia بازی کرده‌است.